# Julian Sark
Julian Sark est un personnage fictif de la série télévisée Alias. Il est interprété par David Anders. Julian Sark est un personnage qui est présent au cours des 5 saisons. C'est l'un des antagonistes principaux de la série.

## Histoire du personnage
Julian Sark est souvent recherché par le SD-6 qui a beaucoup de difficultés à lui mettre la main dessus.

Dans la saison 1, Sark travaille pour une personne dont le pseudonyme est « le Monsieur » qui s'avère être la mère de Sydney Bristow, ainsi que pour Khasinau. Tout comme le SD-6, Sark recherche les nouvelles inventions et à se procurer le meilleur matériel comme les armes nucléaires. Il est également très fasciné par les œuvres de Rambaldi qu'il essaye en vain de déchiffrer. Il passe un marché avec Sydney: des diamants contre une fiole qui permettrait de déchiffrer une page de Rambaldi.
Il revient dans la saison 2 en demandant à Sydney de lui capturer Sloane vivant, en échange de la vie de Vaughn. Sark rencontre Sloane dans l'épisode Dangereuse alliance (2-07) avec qui il passe un pacte qui consiste à ramener Sark au SD-6 et d'aider Sloane dans ses recherches. Sark accepte et devient donc le collègue de Sydney avec qui il doit faire équipe. Une fois le SD-6 détruit, Sark et Sloane s'allient et continuent leur quête ensemble. Au cours de la saison Sark sort avec Allison, le sosie de Francie. Peu après, Sark s'allie avec Irina qui vient rejoindre le duo.
Dans la saison 3, Sark travaille pour une nouvelle organisation qui s'appelle le Covenant et  parallèlement avec Lauren, la femme de Vaughn. À la fin la saison, Sark se retrouve en prison pour avoir voulu donner une dose trop forte d'élixir à Nadia, la sœur de Sydney. Puis dans le dernier épisode, Sark est manipulé par Sydney qui cherche l'endroit où se trouve la conscience de Rambaldi.